# Морские силы заблаговременного складирования

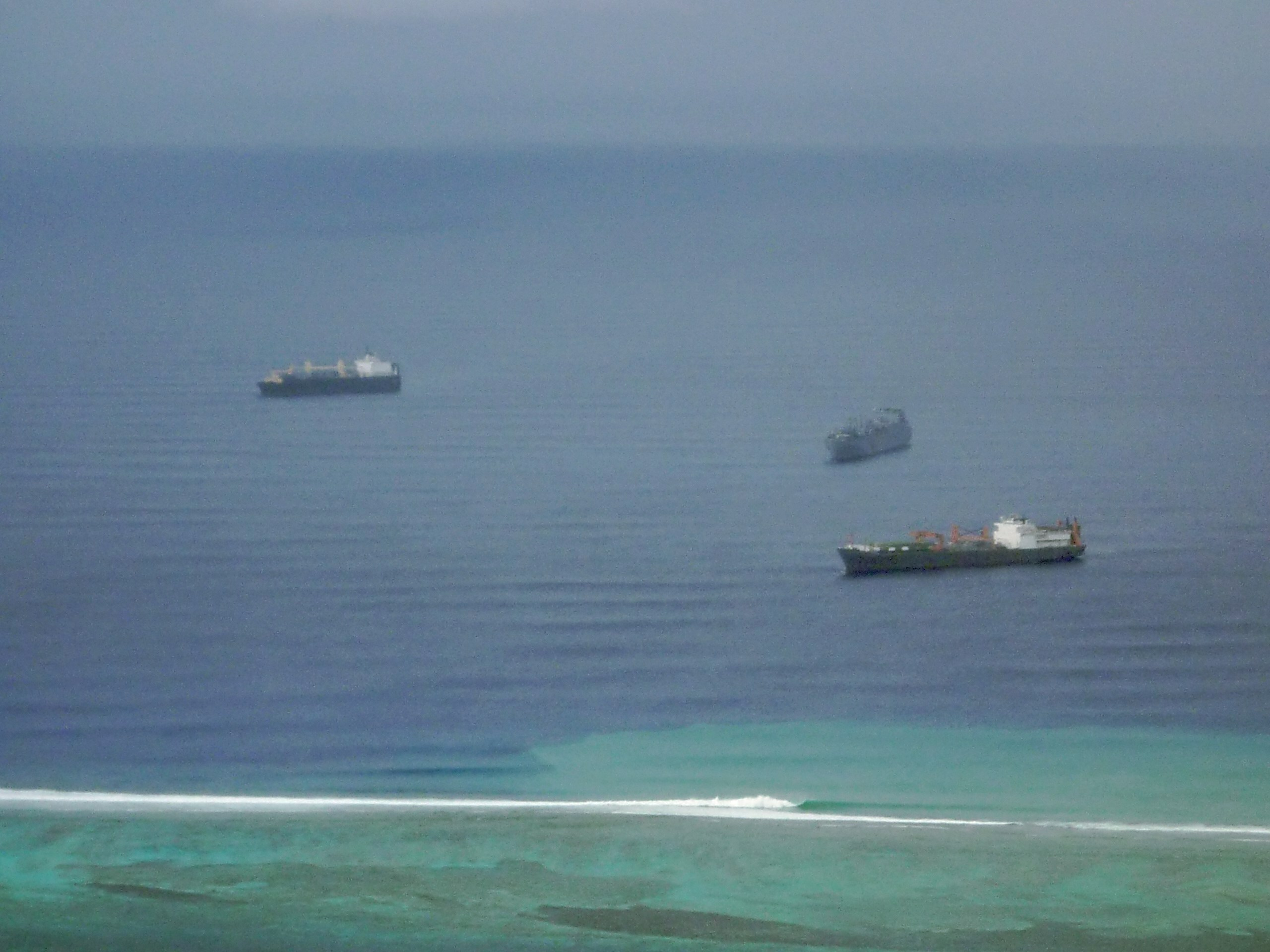
Суда-склады на якоре у острова Сайпан

Морские силы заблаговременного складирования (англ. Maritime Prepositioning Ships) — суда Командования морских перевозок ВМС США и зафрахтованные коммерческие суда, на которых хранится всё необходимое для войск США, которые могут быть быстро переброшены в тот или иной или иной регион мира. Силы заблаговременного складирования с возможностями морского базирования, создание которых началось в первой половине 1980-х годов, и программа заблаговременного складирования запаса Армии США на море устраняют необходимость берегового развертывания и использования тыловых органов и складских комплексов, необходимость для сопредельных государств кризисного района иметь договорные обязательства с США по созданию объектов тыловой инфраструктуры, что сокращает сроки оперативной готовности сил и средств.
Суда-склады организационно сведены в две эскадры: 2-я эскадра судов-складов (MPSRON-2) базируется на острове Диего-Гарсия, а 3-я (MPSRON-3) — на Гуаме и Сайпане. 1-я эскадра судов-складов была расформирована в 2012 году в связи с секвестрованием статьи расходов на программу заблаговременного складирования, а ее суда были переданы на усиление 2-й и 3-й эскадр, а также вошли в состав флота Объединенного командования стратегических перебросок ВС США. По состоянию на первое полугодие 2016 года две эскадры судов-складов включали 14 судов четырех типов, загруженных комплектами оснащения сил реагирования в кризисной ситуации (КОСРКС) для личного состава двух экспедиционных бригад.
По плану две эскадры судов-складов с комплектами для двух экспедиционных бригад морской пехоты и три стратегические флотилии судов-складов с комплектами для двух легких бригадных групп, двух бригад снабжения Армии США и комплектом инженерных средств причального/портового оборудования в случае необходимости заблаговременно размещаются вблизи кризисных районов, а личный состав этих формирований перебрасывается в район боевого предназначения военно-транспортной авиацией. 
В марте 2025 года в прессе появились сообщения о том, что боеготовность кораблей программы снизилась на 59% из-за их близкого к предельному срока службы, и что большинство из них, как показали недавние манёвры, не способны на дальние переходы или вовсе не пригодны к использованию.